# Olympic Studios
Los Olympic Studios, ubicados en Barnes, en las afueras de Londres, fueron unos estudios de grabación muy conocidos sobre todo durante las décadas de 1960 y 1970.

## Historia
Aunque más conocido por albergar los estudios de grabación entre 1966 to 2009, el edificio original, Byfield Hall, abrió sus puertas en 1906, como teatro, para convertirse cuatro años después en el Barnes Cinema.

### Estudios
Junto con los también legendarios estudios de Abbey Road y los Estudios Morgan, los estudios de Olympic fueron usados para grabar gran número de álbumes destacados de rock y pop de la época. En 1967, The Beatles grabaron allí dos canciones, «All You Need is Love» y «Baby, You're a Rich Man».
Posiblemente la asociación más conocida con Olympic es la de The Rolling Stones, y que data de 1964, de una de las primeras composiciones originales de la banda —hasta entonces, la mayoría de sus éxitos eran versiones de canciones de blues—, una canción que compusieron Mick Jagger y Keith Richards, junto con Andrew Loog Oldham, para Marianne Faithfull, «As Tears Go By» y que fue grabado por Jagger y Richards en Olympic. Después, entre 1966 y 1972, The Stones grabarían allí seis álbumes consecutivos, —Their Satanic Majesties Request (1967), Beggars Banquet (1968), Let It Bleed (1969), Sticky Fingers (1971), Exile on Main St. (1972)—.
Otro grupo estrechamente asociado con Olympic es Led Zeppelin que, comenzando con su primer éxito, Led Zeppelin, grabarían allí, entre 1969 y 1976, gran parte de sus discos.
Otros artistas que pasaron por Olympic fueron Jimi Hendrix, con su álbum debut Are You Experienced (1967), Led Zeppelin, The Who, Queen, Roger Waters, David Bowie, y Pink Floyd (The Final Cut, 1983).

## Cronología de grabaciones

### Década de 1960
- 1964: «As Tears Go By» - Marianne Faithfull[2]
- 1967: «All You Need is Love» - The Beatles[1]
- 1967: «Baby, You're a Rich Man» - The Beatles[1]
- 1967: Are You Experienced - Jimi Hendrix[1]
- 1967: Their Satanic Majesties Request - The Rolling Stones[3]
- 1968: Beggars Banquet - The Rolling Stones[1]
- 1969: Let It Bleed - The Rolling Stones[4]
- 1969: Led Zeppelin
- 1969: Led Zeppelin II

### Década de 1970
- 1971: Sticky Fingers- The Rolling Stones[5]
- 1971: B.B. King in London
- 1972: Exile on Main St. - The Rolling Stones[6]
- 1973: Brain Salad Surgery - Emerson, Lake & Palmer[cita requerida]

### Década de 1980
- 1983: The Final Cut[1] - Pink Floyd

- 1984: The Pros and Cons of Hitch Hiking - Roger Waters